# 心理衛生教育
心理衛生教育（英語：mental health education）亦稱心理健康教育 ，其立基於深厚的預防理論與心理健康促進、健康營造的實務概念，主要目標乃透過協助人們去學習並獲得維持或提昇快樂幸福程度的相關知識、態度與行為模式。這是一種初級預防的介入方式，因此具有前導性、群體取向等方案特性。。

## 外部連結
- 台灣社區心理學資訊網
- 澳洲新南威爾斯省心理健康學會 （页面存档备份，存于）
- 紐西蘭心理健康基金會 （页面存档备份，存于）
- 世界心理衛生聯盟(World Federation for Mental Health, WFMH)